# 北面官
北面官，辽朝职官。北面官是契丹旧官制的发展，又称“国制”，用以专门统治契丹和其他游牧民族，掌宫帐、部族、属国之政，与专门负责汉族事务的南面官相对而言。
契丹旧俗崇拜太阳，皇帝坐西向东，官员分立南北，以契丹故有官制为基础，称为北面官。其制辽太祖、辽太宗时已初步形成。辽官制朴实，事简职专，习契丹旧俗，又仿唐制设官。辽太宗南下中原，兼并燕云十六州后，汉人日增，采用“因俗而治”的统治政策，分北面官与南面官两个系统。北面官其中也含有汉制的成分。下分朝官、帐官、宫官、军官、部族官、属国官、边防官、坊场局冶牧厩官等。北面官职繁权重，南面官职简权轻。北面官也各分南北，有北、南宰相府，北、南大王院，宣徽北、南院等。辽代的统治机构有北枢密院和南枢密院，北枢密院主管军政，南枢密院主管民政。